# André Øvredal
André Øvredal est un scénariste, producteur et réalisateur norvégien, né le 6 mai 1973.

## Biographie
Né en 1973, André Øvredal étudie le cinéma au Brooks Institute of Photography en Californie.

## Carrière
Alors qu'il est étudiant en Californie, André Øvredal tourne son premier thriller intitulé Future Murder en 1996 avec Norman Lesperance. Deux ans plus tard, en Norvège, il dirige de nombreux spots publicitaires avant qu'il n'écrive et dirige The Troll Hunter en 2010.
En 2014, il écrit le pilote de la série télévisée horrifique Enormous pour la 20th Century Fox Television, adaptée du comic book homonyme.
En 2016, il présente son premier long métrage américain The Jane Doe Identity (The Autopsy of Jane Doe).
En décembre 2017, il est choisi pour réaliser Scary Stories (Scary Stories to Tell in the Dark, 2019).
En 2019, on annonce sa réalisation sur l'adaptation du roman Marche ou crève de Stephen King.

## Filmographie

### En tant que réalisateur
- 2000 : Future Murder (réalisé avec Norman Lesperance)
- 2004 : Bushmann (court métrage coréalisé avec Hallvard Bræin)
- 2009 : Customer Support (court métrage)
- 2010 : The Troll Hunter (Trolljegeren)
- 2016 : Tunnelen (court métrage)
- 2016 : The Jane Doe Identity (The Autopsy of Jane Doe)
- 2019 : Scary Stories (Scary Stories to Tell in the Dark)
- 2020 : Mortal (Torden)
- 2023 : Le Dernier Voyage du Demeter (The Last Voyage of the Demeter)
- Sans date : Bendy and the Ink Machine

### En tant que scénariste
- 2000 : Future Murder
- 2009 : Customer Support de lui-même (court métrage)
- 2010 : The Troll Hunter (Trolljegeren) (coécrit avec Håvard S. Johansen)
- 2014 : Enormous (série télévisée, épisode pilote)
- 2016 : Tunnelen de lui-même (court métrage)
- 2020 : Mortal (Torden) de lui-même

### En tant que producteur
- 2000 : Future Murder
- 2001 : 3AM Eternal de Dennis Lanson (court métrage)
- 2015 : Polaroid de Lars Klevberg (court métrage)
- 2020 : Mortal (Torden) de lui-même